# پرچم کبک (شهر)
پرچم کبک در ۱۲ ژانویه ۱۹۸۷ پذیرفته شد.